# Hrvatska Radiotelevizija
Hrvatska Radiotelevizija, vaak afgekort als HRT, is de Kroatische publieke radio- en televisieomroep. De omroep wordt grotendeels (iets meer dan 80%) gefinancierd door kijk- en luistergeld. De overige inkomsten worden uit reclames gehaald.

## Geschiedenis
Reeds in 1924 waren er al plannen om in de eerste omroep in Kroatië te stichten. Een groepje arbeiders en technici ontwikkelden in twee jaar tijd de eerste radiozender. Op 15 mei 1926 om half negen 's avonds kwam de eerste radio-uitzending. Deze uitzending werd ingeluid met het Kroatisch volkslied.
Op 1 mei 1940 werd de omroep genationaliseerd door de Kroatische overheid. Pas na de Tweede Wereldoorlog begon de overheid te bepalen wat er wel en wat er niet op de radio mocht worden uitgezonden.
Op de dertigste verjaardag van de eerste uitzending op 15 mei 1956 kwam ook de eerste televisie-uitzending. Toentertijd was de enige omroep met een televisiezender. Op 27 augustus 1972 wordt er een twee televisiezender bij de omroep toegevoegd.
Na het uiteenvallen van Joegoslavië hernoemde de omroep zich van Radiotelevizija Zagreb naar de huidige naam Hrvatska Radiotelevizija. De omroep meldde zich kort daarna aan voor actief lidmaatschap voor de Europese Radio-unie. Dit lidmaatschap werd geaccepteerd en zo kon de omroep per 1 januari 1993 samen met een aantal andere voormalige Joegoslavische omroep lid worden van de Europese Radio-unie.
In 2012 kwam er een vierde nationale televisiezender.

## Kanalen

### Radiozenders

#### Nationaal
- HR 1
- HR 2
- HR 3

#### Regionaal
- HR Dubrovnik
- HR Knin
- HR Osijek
- HR Pula
- HR Rijeka
- HR Sljeme
- HR Split
- HR Zadar

### Televisiezenders
- HRT 1
- HRT 2
- HRT 3
- HRT 4